# Фонология древнекитайского языка
Фонология древнекитайского языка — лингвистическая субдисциплина, зародившаяся в XVII в. в Китае и интегрировавшаяся в современную лингвистику в первой половине XX в., область исторической фонологии китайского языка.

## Методологические принципы
Понимание фонологии древнекитайского языка возможно на основании реконструкций, выстраиваемых методом сравнения источников по среднекитайскому языку (прежде всего словарь «Цеюнь» 切韻, 601 г.) с филологическими материалами более ранних периодов («Ши цзин», надписи на бронзе), при употреблении косвенных сведений диалектологии (например, «Фанъянь») и исторической фонетики родственных языков (миньские, а также другие языки сино-тибетской группы). Материал для реконструкций почерпывается также из древнекитайских транскрипций имён собственных и географических названий, происходящих из соседствующих, но неродственных языков (мяо-яо, тайские, тохарские). Протяженность периода, охватываемого понятием «древнекитайский язык», ограниченность первоисточников и логографическая природа китайской письменности сталкивают исследователей этой области со множеством методологических сложностей.

## История
Чэнь Ди (陳第) (1541—1617), развивая собственный тезис о том, что «звучание финалей древности отличалось от современного» (古今音變) впервые выдвинул предположение, что в древнекитайском языке отсутствовали тоны, описанные задолго до него Шэнь Юэ (441—513).
Гу Яньу (1613—1682) произвел членение рифм (см. Таблица рифм) «Ши цзина» на 10 групп, которые демонстрировали потенциал различной исторической реконструкции. Это членение усовершенствовал Цзян Юн 江永 (1681 — 1762), расширив количество групп до 13. (К 30-м годам XX в. это количество достигнет 31 и на некоторое время закрепится как стандарт). Важным этапом на этом пути было заключение Дуань Юцая (1735 —1815) о том, что эта классификация распространяется не только на рифмы, но и на все гласные фонемы древнекитайского языка. В продолжение исследований Чэнь Ди Дуань Юцай также предположил, что в древнекитайском языке отсутствовал падающий («выходящий» — 去 qù) тон. В среде китайских филологов 19 в. бытовало представление, что древнекитайский и среднекитайский строились на единой тональной системе, но некоторые слова меняли тональную характеристику. Оно было модифицировано исследованиями Бернхарда Карлгрена (1889—1978), который предположил, что не только падающий, но и «входящий» (入 rù) тоны среднекитайского языка развились из взрывных согласных. Тем не менее, европейская и китайская академические традиции до сих пор не пришли к консенсусу по этому вопросу.
Старший современник Дуань Юцая, Цянь Дасинь (1728—1804), обнаружил, что в древнекитайском, в отличие от среднекитайского, не различались зубные и ретрофлексные согласные. Первая система реконструкции инициалей древнекитайского языка была предложена Хуан Канем (黃侃, 1886—1935), однако она не была широко известна вплоть до посмертной публикации записок её автора. Наиболее авторитетной реконструкцией середины 20 в. стали работы Карлгрена, суммированные в 1940 (Grammata Serica) и, после некоторой модификации, в 1957 гг. (en:Grammata Serica Recensa).
Крупным специалистом, впитавшим восточную и западную академические традиции, выступил Ли Фангуй (李方桂) (1902—1987), однако, ввиду его иммиграции в США, в КНР его работы стали известны довольно поздно. Ли Фангую принадлежит усовершенствование системы Карлгрена, которое было сравнительно широко принято в преподавательской практике вплоть до конца 20 в.
Признанными российскими специалистами по реконструкции древнекитайского языка считаются С. Е. Яхонтов (1926—2018) и С. А. Старостин (1953—2005).

## Актуальные концепции

### Финали и тоны
Согласно Ло Чанпэю (1899—1958) и Чжоу Цзумо (1914—1995), падающий тон развился в эпоху Хань (206 до н. э. — 220 н. э.).

## Междисциплинарное применение
Фонологические реконструкции незаменимы при датировке древнекитайских текстов, которые не известны по археологическим находкам, а также при жанровой аттрибуции текстов. Наличие палеографических свидетельств не уменьшает актуальности фонологического анализа, поскольку он может пролить свет на историю текста, предшествовавшую его записи.
По понятным причинам фонология древнекитайского языка тесно связана с археологией, эпиграфикой и другими китаистическими дисциплинами.